# Loza (Álava)
Loza es un concejo del municipio de Peñacerrada, en la provincia de Álava, País Vasco (España).

## Historia
Pueblo antiguo, aparece mencionado en la Reja de San Millán en el año 1025. Perteneció a los Sarmientos, condes de Salinas, que edificaron en él una torre-fuerte. Después pasó a sus herederos, los duques de Hijar. A mediados del siglo XIX, el lugar, ya por entonces parte del ayuntamiento de Peñacerrada, tenía contabilizada una población de 113 habitantes. La localidad aparece descrita en el décimo volumen del Diccionario geográfico-estadístico-histórico de España y sus posesiones de Ultramar de Pascual Madoz de la siguiente manera:

LOZA: l. del ayunt. de Peñacerrada, prov. de Alava (á Vitoria 4 leg.), part. jud. de Laguardia (3), aud. terr. de Burgos (21), c. g. de las Provincias Vascongadas, dióc. de Calahorra (14). sit. en una pequeña eminencia en parage montuoso, disfruta de clima frio y sano: tiene 20 casas y las calles sucias sin empedrar, escuela dotada con 16 fan. de trigo, igl. parr. (San Esteban), aneja de Peñacerrada y servida por un beneficiado de la matriz, con título de cura, y cementerio: para beber y demas usos domésticos hay dos fuentes de pocas pero saludables aguas. El térm. que se estiende 1/2 leg. de N. á S. y lo mismo de E. á O., y confina N. Baroja; E. puerto de Recilla en la gran sierra que divide el part. jud.; S. Pipaon, y O. Peñacerrada, comprendiendo dentro de su circunferencia montes poblados de robles y hayas. El terreno es de buena calidad y bastante fértil; le cruzan un arroyo afluente del r. Ebro. caminos, locales. prod.: cereales, patatas y legumbres; cria ganado vacuno con preferencia, y hay caza de liebres, venados, corzos y garduñas, y de vez en cuando algun lobo. ind.: carboneo y corte de maderas. pobl.: 22 vec., 113 almas. riqueza y contr.: con su ayuntamiento. (V.)
(Madoz, 1847, p. 399)

## Demografía
| Gráfica de evolución demográfica de Loza entre 2000 y 2017  |
|                                                             |
| Población de derecho según los censos de población del INE. |

## Economía
Sus habitantes se dedican principalmente a la agricultura y a la ganadería.[cita requerida]

## Cultura

### Patrimonio material

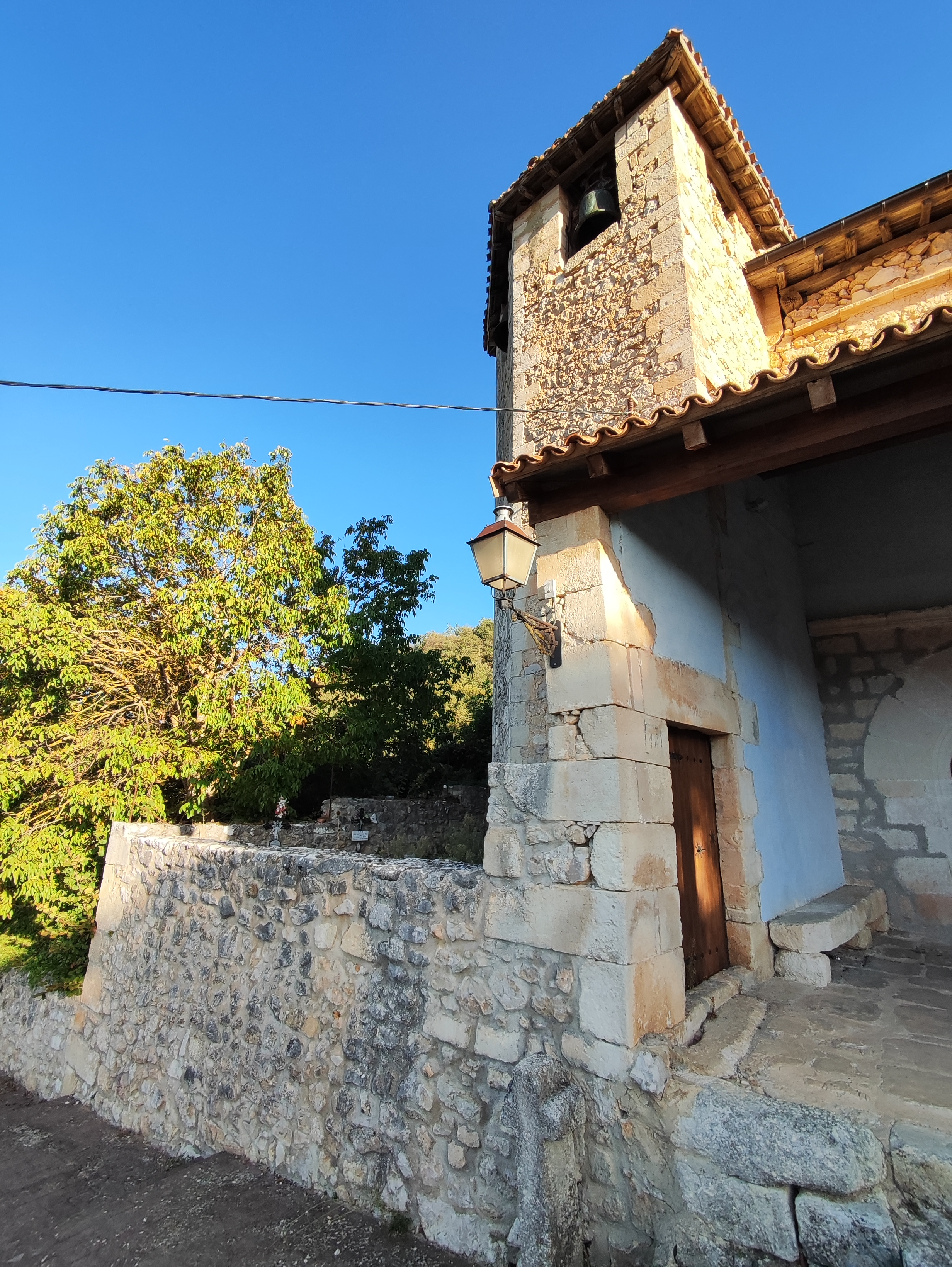
Cementerio adosado a la iglesia de San Esteban

- Cementerio adosado a la iglesia de San EstebanParroquia de San Esteban. El templo, probablemente de principios del siglo XVI, tiene una portada de arco de medio punto moldurada y una estructura de planta rectangular con dos capillas laterales y cabecera recta. Su interior cuenta con bóvedas estrelladas en la nave y bajas bóvedas nervadas en las capillas, destacando un retablo mayor barroco dorado del siglo XVIII, con un sagrario decorado, relieves de la Epifanía y la Adoración de los Pastores, y una imagen central de San Esteban. Además, sobresalen un retablo del Santo Cristo con una Andra Mari bajomedieval, otro dedicado a la Virgen de los Desamparados, un coro con arco rebajado del siglo XVII-XVIII, una pila bautismal octogonal y una torre de planta irregular en el suroeste del templo.[3]
- Casa-torre de los Sarmientos. Casa blasonada, de finales del siglo XV, convertida en la actualidad en casa de labranza. Aún se conservan las saeteras, un ventanal con arco carpanel que incluye el anagrama de Cristo, así como una puerta dovelada que actualmente está cegada.[4]
- Fuente-abrevadero, un lavadero-abrevadero.

### Patrimonio inmaterial
Celebra sus fiestas patronales el día de San Esteban Protomártir, el día 26 de diciembre.[cita requerida]

## Hijos ilustres
Entre sus personajes ilustres figura Hilario María Ocio y Viana, dominico y escritor de obras indianas, que nació en Loza en el año 1841. También el beato Domingo Montoya Elorza, nacido en Loza el 4 de agosto de 1885. Especializado en Historia, se encargó de la clasificación de los más de 23 000 volúmenes de la Biblioteca del Colegio de Regla. En la Orden de los Frailes Menores llegó a ser rector del Colegio del Convento de Regla. Fue asesinado el 31 de julio de 1936 en el marco de la persecución religiosa que tuvo lugar en la Guerra Civil.[cita requerida]

## Despoblados
Forman parte del concejo los despoblados de:
- Aima.[5]
- Ascorri.[6]